# 浅井哲彦
浅井 哲彦（あさい てつひこ、1935年6月7日 - 2006年8月15日）は、愛媛県出身、松濤館流の空手家。日本空手協会（JKA）、国際日本武術空手協会（IJKA）、日本空手松濤連盟（JKS 旧日本空手松濤連盟）の創設者。

## 生涯
生い立ち
浅井は1935年6月7日に愛媛県 で生まれた。彼は7人兄弟の長男で少年時代、 相撲の修行を積んだほか、父親（警官）から柔道・剣道・槍術を教えられた。12歳の時、彼は空手道場でボクサーと空手家の戦いを目撃。空手家はキックで相手を倒し、それを見た浅井は感銘を受けた。  
空手家として
浅井は1958年に拓殖大学を卒業し、船越義珍と中山正敏のもとで空手を学んだ。彼は一生懸命訓練し、入寮することを許された。中山の勧めで、JKAインストラクター養成課程に入り、3年後に卒業。1961年に組手で、また1963年に形稽古で、JKA選手権を獲得。彼はその年の形と組手で総合のJKA王者となった。その後は、空手を台湾に紹介する最初のインストラクターになり1960年代の後半まで、ケネス・フナコシ（船越義珍の4番目のいとこ）を含む生徒たちと一緒にハワイで空手を5年間教えた。
長年にわたり、浅井はJKA内で栄進し、テクニカルディレクターに任命された中山の死後、JKAは政治的問題を経験し、1990年に分裂した。浅井と同僚（ 阿部圭吾、矢原幹夫を含む）が1つのグループを形成し、中原信行と同僚が別のグループを形成した。 2000年には国際日本武道空手浅井流と日本空手松濤連盟を設立。別に松涛館空手で九段、杖道で三段、銃剣道は二段を取得。

## 後年
拓殖大学を卒業しJKA講師同士の関係を、浅井は「公式の立場や連盟に反して、今ではだいたいみんな乗りこえている。とはいえ、そうではない人もいますし、そうでもないかもしれないが。 。 。 。深く根付いたライバル関係のほとんどが私の仲間の中で起こったと言って嬉しいです。 江ノ枝さん、加瀬さん、田畑さん、庄司さんなどが亡くなったおかげで、多くの人が現実に戻ったと思います。 明らかにこれは拓殖大学に限らず、私たちの国際空手のパイオニアが非常に年をとっているということです。」 と振り返る。 
浅井の健康は加齢とともに悪化し、2006年2月10日に肝臓手術を受けたが、妻の浅井恵子と娘の浅井星美を残して2006年8月15日14時50分に亡くなる。2006年9月1日に東京の護国寺で行われた彼の葬式には、2,000人以上の人々が出席した。浅井は、JKSから死後十段を授与され、彼の未亡人とでIJKAの主宰として成功を果たした。また、浅井はアンディ・フグに踵落としを勧めたことでも名を知られている。